# نادي إلفيس
نادي إلفيس هو نادي كرة قدم فنلندي من مدينة تامبيري يلعب حالياً في الدوري الفنلندي الممتاز،تأسس النادي في 1975 وصعد للدوري في 1979.